# Luz Feliz

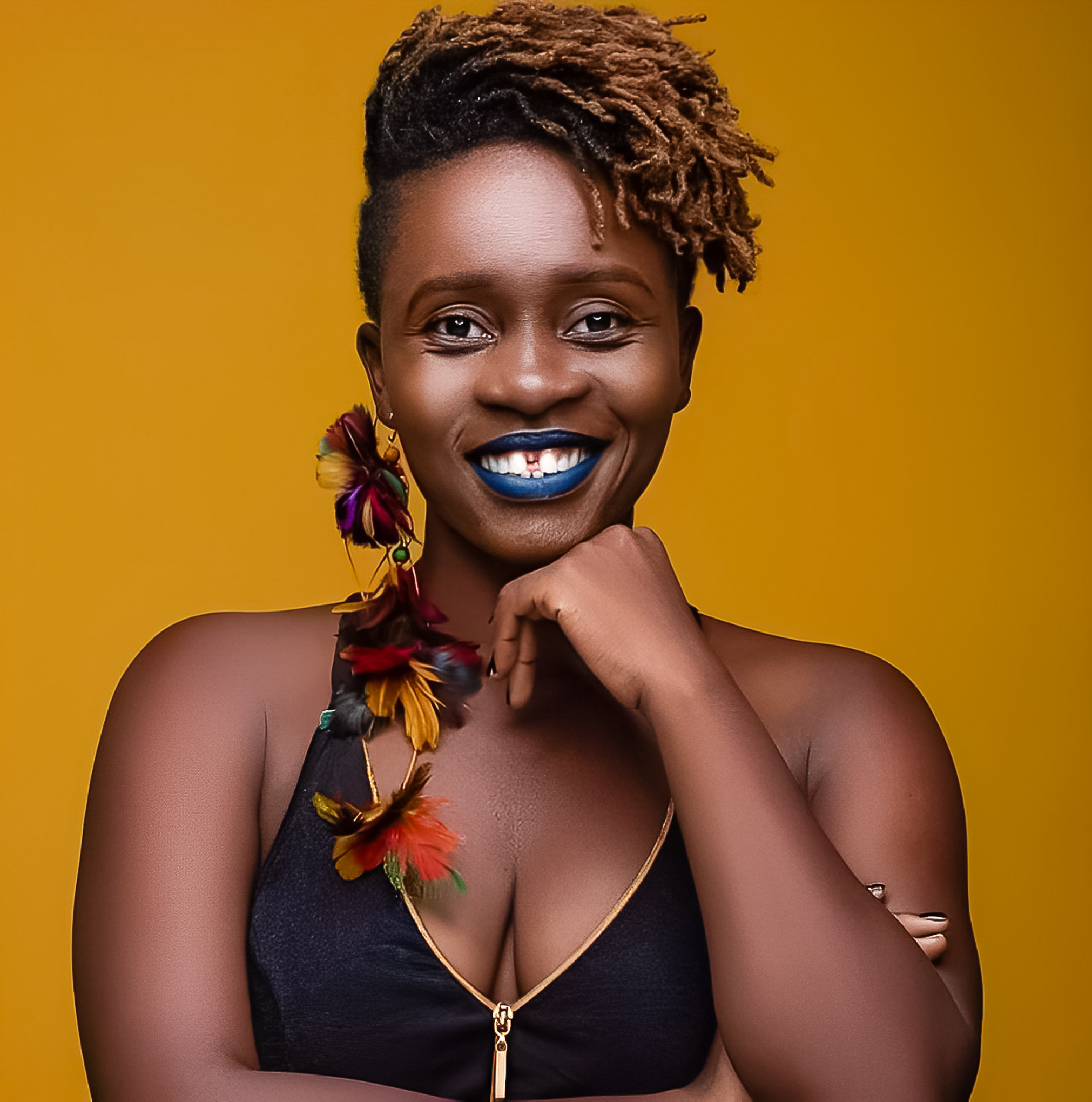
Luz Feliz, artista multidisciplinar angolana

Luz Feliz, nome artístico de Luzolo Feliz (Angola, 22 de outubro de 1995) é artista multidisciplinar, atriz, poeta, artivista, cineasta, declamadora de spoken word, directora e produtora de arte angolana. Foi premiada pelas curta-metragens Mulheres do Meu Bairro e Teu Lixo Meu Luxo.

## Percurso
Luz Feliz formou-se em Saúde Pública pela Universidade Católica de Angola e também foi estudante de Teatro na Universidade de Luanda.
Em Maio de 2019, na Casa Rede, Luz Feliz apresentou o monólogo "A mesma voz em outro tom" . O evento foi seguido por um debate sobre masculinidade tóxica entre Dago Nível Intelecto e Alione Horácio Da Costa, actor intérprete da peça exibida, com a moderação de Pamina Sebastião.
Em 2020 apresentou o recital Multimorfoses, que retrata o seu percurso como pessoa e artista.
No âmbito do cinema, Luz Feliz realizou em 2021 uma curta-metragem intitulada Mulheres do Meu Bairro, que lhe valeu o prémio Mulheres e Políticas Públicas pela Associação Mosaiko.
Luz Feliz actuou como atriz na peça O largo da peça, que foi apresentada entre outubro e novembro de 2021 no Elinga Teatro. A obra de teatro foi escrita por Ana Andrade, vencedora do 1º Prémio da Primeira Edição do Concurso Nacional de Dramaturgia-Leituras Assistidas de 2021.
Em Fevereiro de 2023, a artista protagonizou Njinga Mbande em "A Segunda Conversão de Njinga Mbande”, no Elinga Teatro.
No dia 14 de Outubro de 2023, Luz Feliz estreou a peça "Ondina & Os Feitiços de Amor” no palco do Instituto Guimarães Rosa (ex-Casa de Cultura Brasil-Angola). A peça é uma performance que adaptou a dança, o canto e o rito à volta daquilo que seria o trabalho de uma feiticeira a realizar receitas de amor. A mesma peça foi apresentada no Elinga Teatro, no Chá de Caxinde e no Resgarte Bar.

## Reconhecimento e Prémios
Luzolo Feliz estreou em âmbito áudio-visual com Teu Lixo Meu Luxo, curta-metragem vencedora do prémio do concurso de Sustentabilidade Ambiental.
Em 2021 venceu o prémio Mulheres e Políticas Públicas pela Associação Mosaiko, como realizadora da curta-metragem Mulheres do Meu Bairro.